# 林義雄 (台湾)
林 義雄（りん ぎゆう、1941年〈昭和16年〉8月24日 - ）は、台湾の政治家。民主進歩党（民進党）の創立者の一人で、同党の元主席。

## 略歴
1941年、日本統治時代の台湾羅東郡五結庄（現：宜蘭県五結郷）に生まれる。宜蘭中学（現：国立宜蘭高級中学〉を卒業し、国立台湾大学に入学。1964年に国立台湾大学法律学院法律系（法学部法学科）を卒業し、1966年から弁護士としての活動を始める。
1975年、姚嘉文と共同で宜蘭の「党外」台湾省議員だった郭雨新の選挙訴訟を担当、これが政治活動の入口となる。1977年、その郭雨新の地盤を受け継ぎ、台湾省議員に当選する。
1979年12月、美麗島事件に関与した罪で投獄される。1980年2月28日、林の母親と双子の娘が家で殺害され、長女の林奐均が重傷を負う「林宅血案」が発生する。この事件は未解決である。
1984年、仮釈放。その後、妻の方素敏と共にハーバード大学大学院に留学し、1987年に行政学修士号を取得する。1989年に帰島。
1991年、宜蘭で「慈林教育基金会」を設立し、社会運動の人材を育成した。同時に反原発運動団体「核四公投（第四原子力発電所国民投票法案）促進会」を発足させ、2003年末までに、台湾全土を徒歩で縦断する「第四原発国民投票千里苦行」運動を三度行った。
1998年7月18日に第8代民進党主席に就任。林の主席在任時に実施された2000年総統選挙では民進党から出馬した陳水扁が勝利し、政権交代を果たす。その一ヵ月後の同年4月20日、林は主席を退任する。
2001年、停止していた第四原発の工事が再開後、2月21日に民進党中央で記者会見を開く。「第四原発を巡る争議で自分に恥じるべき点はないが、やはり連帯責任を負わねばならない」と、民進党顧問を辞任した。
2002年9月21日、核四公投促進会を率いて台北市龍山寺を出発し、全島に「誠信立国」を呼びかけ、国会議員の半減改革、第四原発国民投票と公民投票による立法運動を主張、2004年の総統選挙に介入すべく政治活動を行った。2004年3月開票後、中国国民党を中心とする泛藍連盟の連戦・宋楚瑜コンビと民進党を中心とする泛緑連盟の陳水扁・呂秀蓮コンビの票数が僅差だったことにより騒動が発生したが、この際に林義雄は公開で政治人物は民族間の衝突を激化させるべきではないと呼びかけた。
2004年、林義雄は国会議員半減改革を進めるため、立法院前で座り込みを行った。同年8月、立法院は議員198人全員の賛成で国会改革憲法修正案を通過させた。その後、2006年5月の国民大会で憲法修正案が発表された。
2006年1月15日に実施された民進党主席補欠選挙では、林義雄は翁金珠を支持したが、翁金珠は敗北し、游錫堃が当選する。その9日後の同年1月24日、《永遠に民主国家の主人であるために——民主進歩党を離党。同志への手紙》を公開し、同時に民進党を離党した。
2008年8月1日、国民党が立法院の約3/4の議席を占める状況を鑑み、民進党の応援活動を始めた。2009年年末の県市三合一選挙で、謝長廷、呂秀蓮、現職の党主席蔡英文らと共に、全力で民進党候補者の応援を行った。民進党的任務分配に基づき、游錫堃と林義雄は主に宜蘭県長の応援活動を担当し、最終的に林聡賢の当選を助けた。
2014年4月22日、第四原発の廃止を訴えて無期限ハンガー・ストライキを始めた。

## 語録
- 「民主進歩党は今回の選挙でかつてない挫折を味わった。人生の中で、挫折は常にあることだ。あらゆる組織と民族の発展は、永遠に成功し順調ではありえない。重要なことは我々が勇気を持って自分の軟弱さと誤りに立ち向かい、深刻な反省と検討をする能力があるかどうかだ。もし我々にそのような能力と勇気があれば、一つ一つの失敗はみな未来の成功の契機となる。」（2005年12月16日午前、林義雄が発表した《真正な心からの反省が、成功の契機だ──民進党の同志に宛てる公開書状》の、第一段落。）
- 「一般の民衆は国家の主人に立つべきだという立場から、さまざまな政党に対して随時『選択の支持か放棄』を保留する超然的な地位を持っている。従って、政党は一時的な支持者を持つことができれば、永久党員を持つ必要はない。さもなければ、一般の民衆はそれぞれの政党の党員に分別され、それぞれの政党は人民が相互に対抗する集団となり、民衆は主人としての超然的な地位を失ってしまう。」（2006年1月24日、林義雄が発表した公開書状《永遠に民主国家の主人であるために——民主進歩党を離党。同志への手紙》で、民進党を離党した際の発言。この公開書状の中で、林義雄は「理想の民主国家の政党」は三つの特質をもつべきだと語った。これは二つ目の特質。）
- 「『犬の糞』という名前でさえなければ、どのような名前で国連に加入しても問題ではない。」（2007年12月19日、林義雄は2008年に行われた台湾の国連加盟国民投票と国連復帰国民投票で、加盟名称の不一致は大した問題ではないと語った。また、この2回の国民投票で人々はみな賛成票を投じ、国際社会に「台湾の国連加盟希望」をアピールしたと語った。）